# پیوبیکو
پیوبیکو (به ایتالیایی: Piobbico) یک منطقهٔ مسکونی در ایتالیا است که در استان پزارو و اوربینو واقع شده‌است.

## خصوصیات
پیوبیکو ۴۸٫۱ کیلومترمربع مساحت و ۲٬۰۸۱ نفر جمعیت دارد و ۳۳۹ متر بالاتر از سطح دریا واقع شده‌است.